# Maximilian Browne
Maximilian Browne, avstrijski feldmaršal, * 23. oktober 1705, Basel, † 26. junij 1757, Praga.